# لی داشوانگ
لی داشوانگ (به انگلیسی: Li Dashuang) ژیمناست زادهٔ ۱ نوامبر ۱۹۷۳ میلادی اهل کشور چین است.